# Cálice de Derrynaflan

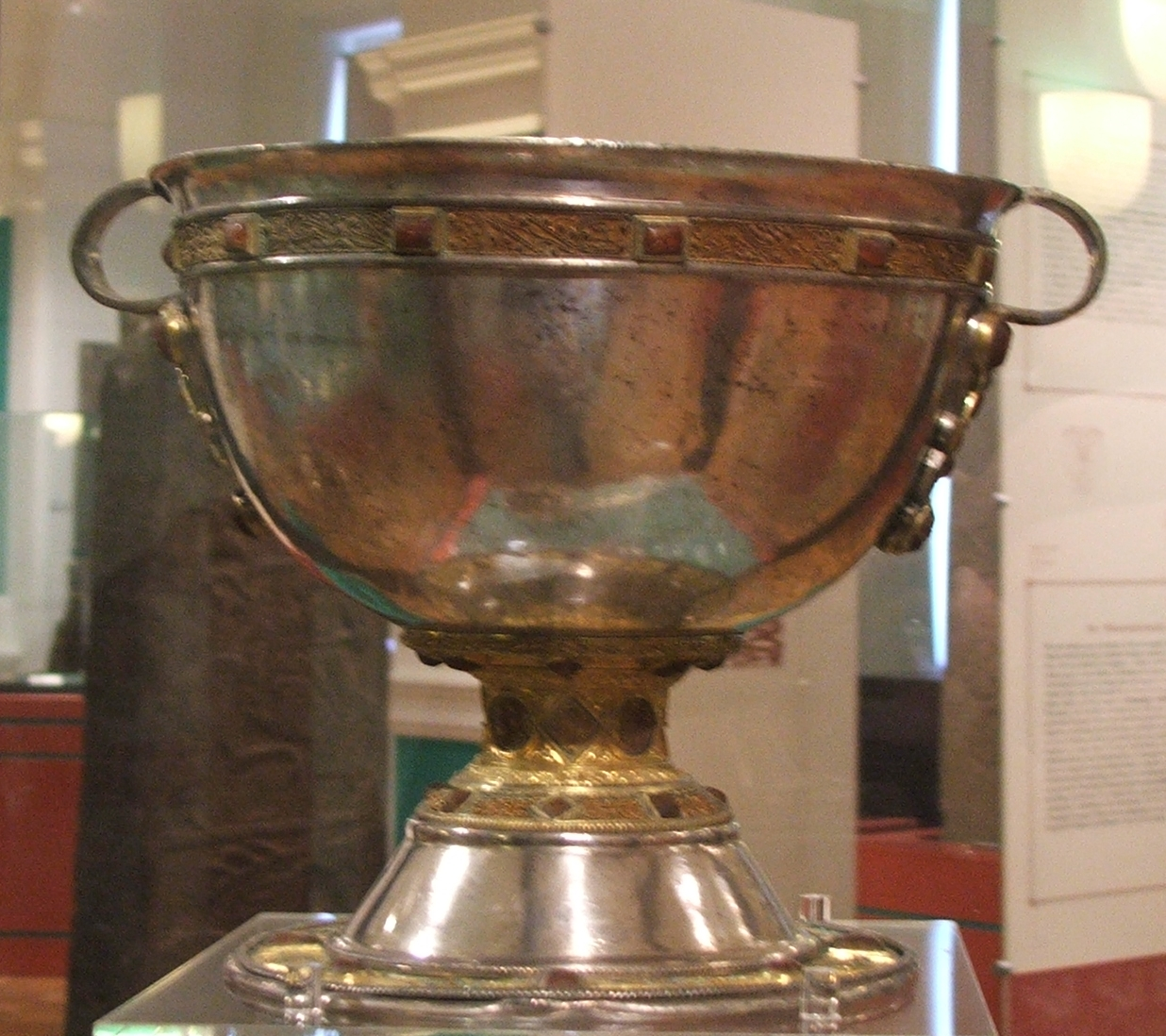

O Cálice de Derrynaflan é um cálice datado do século VIII ou IX, que foi encontrado como parte de um conjunto de cinco vasos litúrgicos. A descoberta foi feita em 17 fevereiro de 1980 perto de Killenaule, Condado de Tipperary Sul, na Irlanda. De acordo com o historiador de arte Michael Ryan o tesouro "representa a expressão mais complexa e suntuosa do estilo de arte eclesiástica da Irlanda medieval como o conhecemos em sua maturidade no século oitavo e nono". A área conhecida como Derrynaflan é uma ilha cercada por pastagens de turfeiras, que foi o local de uma antiga abadia irlandesa.